# Championnat du monde de hockey sur glace 2005
Navigation
République tchèque 2004 Lettonie 2006
Le Championnat du monde de hockey sur glace 2005 est une compétition internationale de hockey sur glace du Championnat du monde de hockey qui a eu lieu du 30 avril au 15 mai 2005 à Vienne et à Innsbruck en Autriche. Cette édition fut particulière car les joueurs de la Ligue nationale de hockey participèrent à cause de l'annulation de la saison.

## Résultats «Groupe monde»

### Tour préliminaire

#### Groupe A
| Clt   | Équipe      | PJ | V | D | N | BP | BC | Pts |
| ----- | ----------- | -- | - | - | - | -- | -- | --- |
| +001, | Slovaquie   | 3  | 2 | 0 | 1 | 13 | 5  | 5   |
| +002, | Russie      | 3  | 2 | 0 | 1 | 9  | 5  | 5   |
| +003, | Biélorussie | 3  | 1 | 2 | 0 | 6  | 4  | 2   |
| +004, | Autriche    | 3  | 0 | 3 | 0 | 3  | 17 | 0   |

- Équipe éliminée de la compétition

| 30 avril | Russie | 4-2 | Autriche |  |

| 30 avril | Slovaquie | 2-1 | Biélorussie |  |

| 2 mai | Slovaquie | 3-3 | Russie |  |

| 2 mai | Biélorussie | 5-0 | Autriche |  |

| 4 mai | Russie | 2-0 | Biélorussie |  |

| 4 mai | Autriche | 1-8 | Slovaquie |  |

#### Groupe B
| Clt   | Équipe     | PJ | V | D | N | BP | BC | Pts |
| ----- | ---------- | -- | - | - | - | -- | -- | --- |
| +001, | Canada     | 3  | 3 | 0 | 0 | 17 | 5  | 6   |
| +002, | États-Unis | 3  | 2 | 1 | 0 | 11 | 4  | 4   |
| +003, | Lettonie   | 3  | 1 | 2 | 0 | 8  | 10 | 2   |
| +004, | Slovénie   | 3  | 0 | 3 | 0 | 1  | 18 | 0   |

| 30 avril | Lettonie | 4-6 | Canada |  |

| 1er mai | États-Unis | 7-0 | Slovénie |  |

| 3 mai | Canada | 8-0 | Slovénie |  |

| 3 mai | États-Unis | 3-1 | Lettonie |  |

| 5 mai | Slovénie | 1-3 | Lettonie |  |

| 5 mai | Canada | 3-1 | États-Unis |  |

#### Groupe C
| Clt   | Équipe   | PJ | V | D | N | BP | BC | Pts |
| ----- | -------- | -- | - | - | - | -- | -- | --- |
| +001, | Suède    | 3  | 3 | 0 | 0 | 15 | 3  | 6   |
| +002, | Finlande | 3  | 2 | 1 | 0 | 7  | 7  | 4   |
| +003, | Ukraine  | 3  | 1 | 2 | 0 | 5  | 8  | 2   |
| +004, | Danemark | 3  | 0 | 3 | 0 | 2  | 11 | 0   |

| 30 avril | Finlande | 2-1 | Danemark |  |

| 1er mai | Ukraine | 2-3 | Suède |  |

| 2 mai | Finlande | 4-1 | Ukraine |  |

| 2 mai | Suède | 7-0 | Danemark |  |

| 4 mai | Danemark | 1-2 | Ukraine |  |

| 4 mai | Suède | 5-1 | Finlande |  |

#### Groupe D
| Clt   | Équipe     | PJ | V | D | N | BP | BC | Pts |
| ----- | ---------- | -- | - | - | - | -- | -- | --- |
| +001, | Tchéquie   | 3  | 3 | 0 | 0 | 6  | 1  | 6   |
| +002, | Suisse     | 3  | 2 | 1 | 0 | 8  | 5  | 4   |
| +003, | Kazakhstan | 3  | 1 | 2 | 0 | 3  | 4  | 2   |
| +004, | Allemagne  | 3  | 0 | 3 | 0 | 2  | 9  | 0   |

| 1er mai | Suisse | 1-3 | République tchèque |  |

| 1er mai | Allemagne | 1-2 | Kazakhstan |  |

| 3 mai | Kazakhstan | 1-2 | Suisse |  |

| 3 mai | République tchèque | 2-0 | Allemagne |  |

| 5 mai | République tchèque | 1-0 | Kazakhstan |  |

| 5 mai | Allemagne | 1-5 | Suisse |  |

### Tour de qualification
Les quatre premiers de chaque groupe continuent la compétition alors que les deux derniers jouent un tour de barrage.

#### Groupe E
| Clt   | Équipe      | PJ | V | D | N | BP | BC | Pts |
| ----- | ----------- | -- | - | - | - | -- | -- | --- |
| +001, | Tchéquie    | 5  | 4 | 1 | 0 | 15 | 5  | 8   |
| +002, | Russie      | 5  | 3 | 0 | 2 | 13 | 8  | 8   |
| +003, | Slovaquie   | 5  | 3 | 1 | 1 | 12 | 11 | 7   |
| +004, | Suisse      | 5  | 2 | 2 | 1 | 9  | 10 | 5   |
| +005, | Biélorussie | 5  | 1 | 4 | 0 | 4  | 11 | 2   |
| +006, | Kazakhstan  | 5  | 0 | 5 | 0 | 3  | 11 | 0   |

- Équipe devant jouer le tour de barrage

| 6 mai | Russie | 3-3 | Suisse |  |

| 7 mai | Biélorussie | 2-0 | Kazakhstan |  |

| 7 mai | Slovaquie | 1-5 | République tchèque |  |

| 8 mai | Slovaquie | 3-1 | Suisse |  |

| 8 mai | République tchèque | 1-2 | Russie |  |

| 9 mai | Russie | 3-1 | Kazakhstan |  |

| 9 mai | Suisse | 2-0 | Biélorussie |  |

| 10 mai | Kazakhstan | 1-3 | Slovaquie |  |

| 10 mai | République tchèque | 5-1 | Biélorussie |  |

#### Groupe F
| Clt   | Équipe     | PJ | V | D | N | BP | BC | Pts |
| ----- | ---------- | -- | - | - | - | -- | -- | --- |
| +001, | Suède      | 5  | 4 | 1 | 0 | 23 | 13 | 8   |
| +002, | Canada     | 5  | 3 | 1 | 1 | 18 | 14 | 7   |
| +003, | États-Unis | 5  | 2 | 1 | 2 | 14 | 10 | 6   |
| +004, | Finlande   | 5  | 1 | 1 | 3 | 12 | 13 | 5   |
| +005, | Lettonie   | 5  | 2 | 2 | 1 | 9  | 18 | 3   |
| +006, | Ukraine    | 5  | 0 | 4 | 1 | 5  | 13 | 1   |

| 6 mai | États-Unis | 4-4 | Finlande |  |

| 7 mai | Lettonie | 3-0 | Ukraine |  |

| 7 mai | Canada | 4-5 | Suède |  |

| 8 mai | Canada | 3-3 | Finlande |  |

| 8 mai | Suède | 1-5 | États-Unis |  |

| 9 mai | Finlande | 0-0 | Lettonie |  |

| 9 mai | États-Unis | 1-1 | Ukraine |  |

| 10 mai | Ukraine | 1-2 | Canada |  |

| 10 mai | Suède | 9-1 | Lettonie |  |

### Tours finaux

#### Groupe G - tour de relégation
| Clt   | Équipe    | PJ | V | D | N | BP | BC | Pts |
| ----- | --------- | -- | - | - | - | -- | -- | --- |
| +001, | Danemark  | 3  | 2 | 1 | 0 | 10 | 9  | 4   |
| +002, | Slovénie  | 3  | 2 | 1 | 0 | 11 | 14 | 4   |
| +003, | Allemagne | 3  | 1 | 1 | 1 | 13 | 6  | 3   |
| +004, | Autriche  | 3  | 0 | 2 | 1 | 7  | 12 | 1   |

- Équipe reléguée en Division I en 2006

| 6 mai | Allemagne | 2-2 | Autriche |  |

| 6 mai | Slovénie | 4-3 | Danemark |  |

| 8 mai | Danemark | 4-3 | Autriche |  |

| 9 mai | Slovénie | 1-9 | Allemagne |  |

| 10 mai | Allemagne | 2-3 | Danemark |  |

| 11 mai | Autriche | 2-6 | Slovénie |  |

L'Allemagne et l'Autriche sont reléguées en Division I pour le championnat 2006.

#### Tournoi final
|  | Quarts de finale | Quarts de finale |          |       | Demi-finales           | Demi-finales |  |  | Finale | Finale |
|  | Quarts de finale | Quarts de finale |          |       | Demi-finales           | Demi-finales |  |  | Finale | Finale |
|  |                  |                  |          |       |                        |              |  |  |        |        |
|  |                  |                  |          |       |                        |              |  |  |        |        |
|  |                  |                  |          |       |                        |              |  |  |        |        |
|  | Tchéquie         | 3                |          |       |                        |              |  |  |        |        |
|  | Tchéquie         | 3                |          |       |                        |              |  |  |        |        |
|  | États-Unis       | 2                |          |       |                        |              |  |  |        |        |
|  | États-Unis       | 2                | Tchéquie | 3     |                        |              |  |  |        |        |
|  |                  |                  | Tchéquie | 3     |                        |              |  |  |        |        |
|  |                  | Suède            | 2        |       |                        |              |  |  |        |        |
|  | Suède            | Suède            | 2        | 2     |                        |              |  |  |        |        |
|  | Suède            |                  |          | 2     |                        |              |  |  |        |        |
|  | Suisse           | 1                |          |       |                        |              |  |  |        |        |
|  | Suisse           | 1                | Canada   | 0     |                        |              |  |  |        |        |
|  |                  |                  | Canada   | 0     |                        |              |  |  |        |        |
|  |                  | Tchéquie         | 3        |       |                        |              |  |  |        |        |
|  | Canada           | Tchéquie         | 3        | 5     |                        |              |  |  |        |        |
|  | Canada           |                  |          | 5     |                        |              |  |  |        |        |
|  | Slovaquie        | 4                |          |       |                        |              |  |  |        |        |
|  | Slovaquie        | 4                | Canada   | 4     |                        |              |  |  |        |        |
|  |                  |                  | Canada   | 4     | Match pour la 3e place |              |  |  |        |        |
|  |                  | Russie           | 3        |       |                        |              |  |  |        |        |
|  | Russie           | Russie           | 3        | 4     |                        |              |  |  |        |        |
|  | Russie           |                  |          | 4     |                        |              |  |  |        |        |
|  | Finlande         | 3                |          | Suède | 3                      |              |  |  |        |        |
|  | Finlande         | 3                |          | Suède | 3                      |              |  |  |        |        |
|  |                  |                  |          |       |                        |              |  |  | Russie | 6      |
|  |                  |                  |          |       |                        |              |  |  | Russie | 6      |

| Troisième place 15 mai | Suède | 3-6 (2-3, 0-3, 1-0) | Russie | Wiener Stadthalle |

| Feuille de match | Feuille de match | Feuille de match                    | Feuille de match | Feuille de match                                                                        |
| ---------------- | --- | ----------------------------------- | --- | --------------------------------------------------------------------------------------- |
|                  | - - R. Sundin (H. Sedin) (SN)— 8 min 11 s - H. Zetterberg (M. Johansson - J. Hedström) — 19 min 13 s - - H. Sedin (M. Samuelsson - D. Sedin) — 42 min 46 s | 0-1 0-2 1-2 1-3 2-3 2-4 2-5 2-6 3-6 | 1 min 2 s – M. Afinoguenov (A. Ovetchkine - I. Malkine) 3 min 58 s — M. Afinoguenov (A. Ovetchkine) - 15 min 24 s — A. Kovaliov (P. Datsiouk - A. Markov) - 21 min 33 s — A. Ovetchkine (A. Riazantsev - I. Malkine) 15 min 24 s — A. Iachine 28 min 43 s — A. Siomine (M. Afinoguenov) - | Arbitrage : Brent Reiber (Canada) Miroslav Halecký (Slovaquie) Dean Laschowski (Canada) |
| H. Lundqvist     | Gardiens | M. Sokolov                          | | Arbitrage : Brent Reiber (Canada) Miroslav Halecký (Slovaquie) Dean Laschowski (Canada) |
| 12 min           | Pénalités | 12 min                              | | Arbitrage : Brent Reiber (Canada) Miroslav Halecký (Slovaquie) Dean Laschowski (Canada) |
| 23               | Tirs | 32                                  | | Arbitrage : Brent Reiber (Canada) Miroslav Halecký (Slovaquie) Dean Laschowski (Canada) |

| Finale 15 mai | République tchèque | 3-0 (1-0, 0-0, 2-0) | Canada | Wiener Stadthalle 7 999 spectateurs |

| Feuille de match | Feuille de match | Feuille de match | Feuille de match | Feuille de match                                                                         |
| ---------------- | --- | ---------------- | ---------------- | ---------------------------------------------------------------------------------------- |
|                  | V. Prospal (M. Ručínský - J. Jágr) — 4 min 13 s M. Ručínský (J. Jágr - P. Čajánek) – 43 min 12 s J. Vašíček (CV) – 59 min 7 s | 1-0 2-0 3-0      | -                | Arbitrage : Thomas Andersson (Suède) Antti Hamalainen (Finlande) Joacim Karlsson (Suède) |
| T. Vokoun        | Gardiens | M. Brodeur       |                  | Arbitrage : Thomas Andersson (Suède) Antti Hamalainen (Finlande) Joacim Karlsson (Suède) |
| 20 min           | Pénalités | 30 min           |                  | Arbitrage : Thomas Andersson (Suède) Antti Hamalainen (Finlande) Joacim Karlsson (Suède) |
| 27               | Tirs | 29               |                  | Arbitrage : Thomas Andersson (Suède) Antti Hamalainen (Finlande) Joacim Karlsson (Suède) |

### Joueurs et personnalités

#### Meilleurs pointeurs

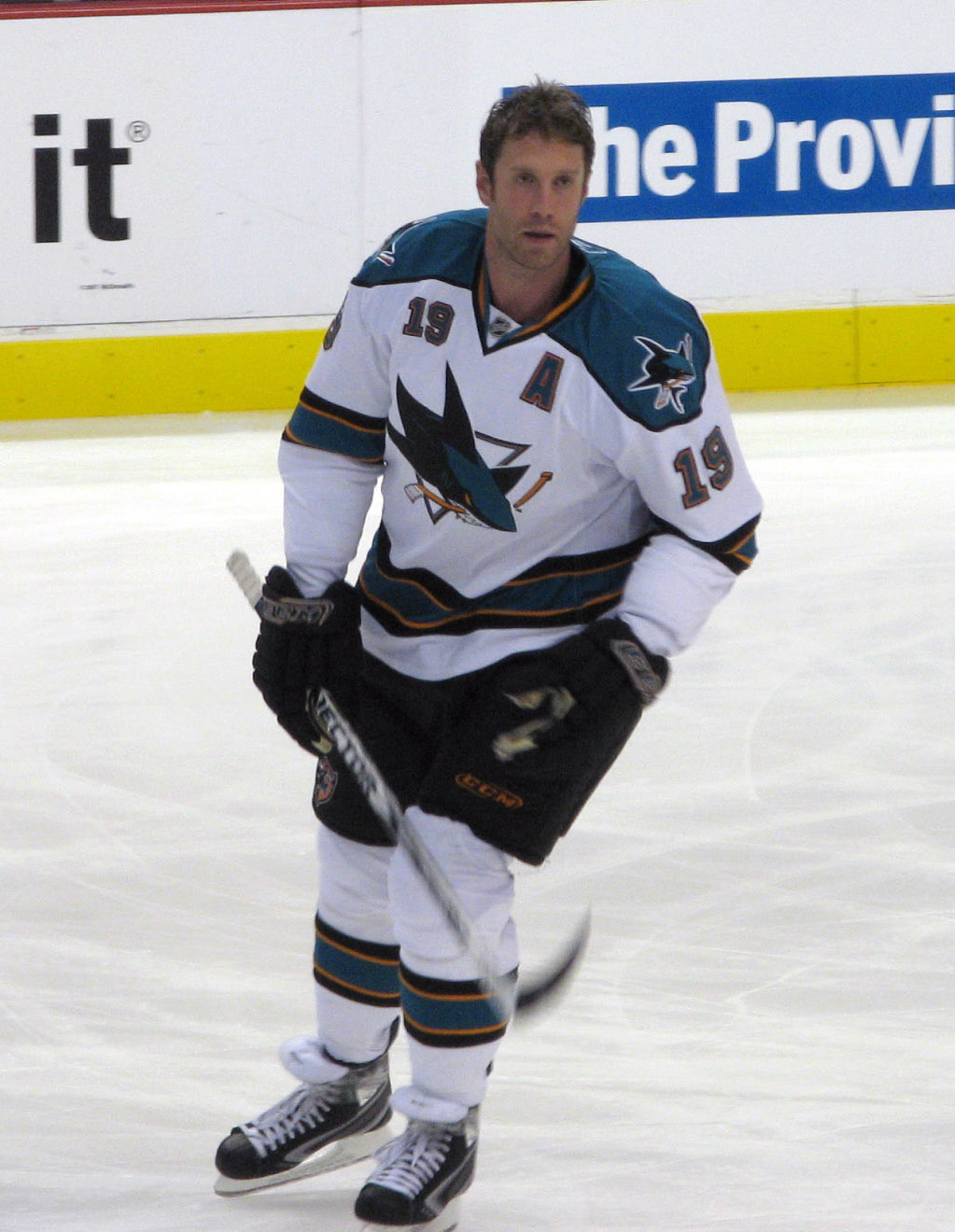
Joe Thornton (ici avec les Sharks de San José) attaquant du Canada et meilleur pointeur du tournoi

| Joueur               | Équipe    | PJ | B | A  | Pts | Pun |
| -------------------- | --------- | -- | - | -- | --- | --- |
| Joe Thornton         | Canada    | 9  | 6 | 10 | 16  | 4   |
| Rick Nash            | Canada    | 9  | 9 | 6  | 15  | 8   |
| Simon Gagné          | Canada    | 9  | 3 | 7  | 10  | 0   |
| Žigmund Pálffy       | Slovaquie | 7  | 5 | 4  | 9   | 10  |
| Daniel Sedin         | Suède     | 9  | 5 | 4  | 9   | 2   |
| Daniel Alfredsson    | Suède     | 9  | 3 | 6  | 9   | 6   |
| Jaromír Jágr         | Tchéquie  | 8  | 2 | 7  | 9   | 2   |
| Aleksandr Ovetchkine | Russie    | 8  | 5 | 3  | 8   | 4   |
| Ľubomír Višňovský    | Slovaquie | 7  | 2 | 6  | 8   | 0   |
| Václav Prospal       | Tchéquie  | 9  | 2 | 6  | 8   | 4   |

#### Meilleurs gardiens
(A moins de 40 % du temps joué)
| Joueur               | Équipe      | Min | BC | Moy  | %ARR  |
| -------------------- | ----------- | --- | -- | ---- | ----- |
| Andreï Mezine        | Biélorussie | 297 | 5  | 1,01 | 97,14 |
| Tomáš Vokoun         | Tchéquie    | 499 | 9  | 1,08 | 95,26 |
| Vitali Kolesnik      | Kazakhstan  | 279 | 8  | 1,72 | 95,24 |
| Martin Gerber        | Suisse      | 359 | 10 | 1,67 | 94,62 |
| Artūrs Irbe          | Lettonie    | 283 | 7  | 1,48 | 94,35 |
| Rick DiPietro        | États-Unis  | 250 | 7  | 1,68 | 94,21 |
| Kostiantin Simtchouk | Ukraine     | 358 | 14 | 2,34 | 93,97 |
| Robert Müller        | Allemagne   | 238 | 8  | 2,01 | 92,08 |
| Ján Lašák            | Slovaquie   | 327 | 11 | 2,02 | 91,27 |
| Martin Brodeur       | Canada      | 418 | 20 | 2,87 | 90,83 |

#### Effectif vainqueur

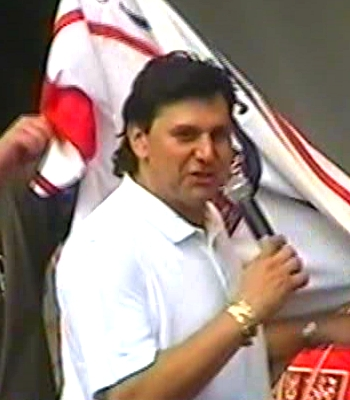
Vladimír Růžička lors de la récéption de l'équipe nationale à Prague

L'effectif sacré vainqueur du tournoi est le suivant : 
- Gardiens de but : Tomáš Vokoun, Adam Svoboda, Milan Hnilička
- Défenseurs : František Kaberle, Jan Hejda, Jaroslav Špaček, Jiří Fischer, Jiří Šlégr, Marek Židlický, Pavel Kubina, Tomáš Kaberle
- Attaquants : Aleš Hemský, David Výborný, Jan Hlaváč, Jaromír Jágr, Josef Vašíček, Martin Ručínský, Martin Straka, Petr Čajánek, Petr Průcha, Petr Sýkora, Radek Dvořák, Radim Vrbata, Václav Prospal, Václav Varaďa
- Entraîneur : Vladimír Růžička

### Classement final
| Clt | Équipe      |
| --- | ----------- |
| 1   | Tchéquie    |
| 2   | Canada      |
| 3   | Russie      |
| 4   | Suède       |
| 5   | Slovaquie   |
| 6   | États-Unis  |
| 7   | Finlande    |
| 8   | Suisse      |
| 9   | Lettonie    |
| 10  | Biélorussie |
| 11  | Ukraine     |
| 12  | Kazakhstan  |
| 13  | Slovénie    |
| 14  | Danemark    |
| 15  | Allemagne   |
| 16  | Autriche    |

## Division I

### Groupe A
le tournoi de Division I, Groupe A a été joué à Debrecen en Hongrie du 17 au 23 avril
|                 | PJ | V | D | N | BP | BC | Pts |
| --------------- | -- | - | - | - | -- | -- | --- |
| Norvège         | 5  | 4 | 0 | 1 | 43 | 8  | 9   |
| Pologne         | 5  | 3 | 1 | 1 | 16 | 8  | 7   |
| Hongrie         | 5  | 2 | 1 | 2 | 15 | 6  | 6   |
| Grande-Bretagne | 5  | 2 | 3 | 0 | 19 | 15 | 4   |
| Japon           | 5  | 2 | 3 | 0 | 14 | 14 | 4   |
| Chine           | 5  | 0 | 5 | 0 | 5  | 61 | 0   |

### Groupe B
le tournoi de Division I, Groupe A a été joué à Eindhoven aux  Pays-Bas du 17 au 23 avril
|          | PJ | V | D | N | BP | BC | Pts |
| -------- | -- | - | - | - | -- | -- | --- |
| Italie   | 5  | 4 | 0 | 1 | 17 | 3  | 9   |
| France   | 5  | 3 | 1 | 1 | 16 | 9  | 7   |
| Pays-Bas | 5  | 1 | 1 | 3 | 13 | 11 | 5   |
| Estonie  | 5  | 1 | 1 | 3 | 16 | 15 | 5   |
| Lituanie | 5  | 1 | 2 | 2 | 16 | 17 | 4   |
| Roumanie | 5  | 0 | 5 | 0 | 7  | 30 | 0   |

La Norvège et l'Italie sont promues pour le championnat du monde de hockey sur glace 2006 alors que la Chine et la Roumanie sont reléguées en Division II.

## Division II

### Groupe A
le tournoi de Division II, Group A a été joué à Zagreb en Croatie du 10 au 16 avril
|                  | PJ | V | D | N | BP | BC | Pts |
| ---------------- | -- | - | - | - | -- | -- | --- |
| Croatie          | 5  | 5 | 0 | 0 | 46 | 6  | 10  |
| Australie        | 5  | 4 | 1 | 0 | 34 | 5  | 8   |
| Corée du Sud     | 5  | 3 | 2 | 0 | 26 | 9  | 6   |
| Bulgarie         | 5  | 2 | 3 | 0 | 22 | 26 | 4   |
| Nouvelle-Zélande | 5  | 1 | 4 | 0 | 14 | 31 | 2   |
| Turquie          | 5  | 0 | 5 | 0 | 5  | 70 | 0   |

### Groupe B
le tournoi de Division II, Groupe B a été joué à Belgrade en Serbie-et-Monténégro du 4 avril au 10 avril
|                      | PJ | V | D | N | BP | BC | Pts |
| -------------------- | -- | - | - | - | -- | -- | --- |
| Israël               | 5  | 4 | 0 | 1 | 21 | 11 | 9   |
| Serbie-et-Monténégro | 5  | 4 | 1 | 0 | 30 | 10 | 8   |
| Corée du Nord        | 5  | 2 | 2 | 1 | 14 | 17 | 5   |
| Belgique             | 5  | 2 | 3 | 0 | 13 | 19 | 4   |
| Espagne              | 5  | 1 | 4 | 0 | 8  | 15 | 2   |
| Islande              | 5  | 1 | 4 | 0 | 12 | 26 | 2   |

Israël et la Croatie sont promus en Division I alors que l'Islande et la Turquie sont reléguées en Division III.

## Division III
le tournoi de Division III a été joué à Mexico au Mexique du 7 mars au 13 mars
|                | PJ | V | D | N | BP | BC  | Pts |
| -------------- | -- | - | - | - | -- | --- | --- |
| Mexique        | 4  | 4 | 0 | 0 | 60 | 3   | 8   |
| Afrique du Sud | 4  | 3 | 1 | 0 | 47 | 12  | 6   |
| Luxembourg     | 4  | 2 | 2 | 0 | 49 | 16  | 4   |
| Irlande        | 4  | 1 | 3 | 0 | 32 | 20  | 2   |
| Arménie        | 4  | 0 | 4 | 0 | 5  | 142 | 0   |

Le Mexique et l'Afrique du Sud sont promus en Division II